# Zijn het je ogen
Zijn het je ogen is een single van de Nederlandse zanger Koos Alberts uit 1988. Het stond in hetzelfde jaar als vijfde track op het album Het leven gaat door.

## Achtergrond
Zijn het je ogen is geschreven door P. Pruysenaere en Joop Sybrands en geproduceerd door Bart van der Post. Het lied was bij uitbrengen een kleine hit voor Alberts. Daarnaast is het een van de eerste singles die hij uitbrengt na zijn dwarslaesie. Het kwam tot de elfde positie in de Nationale Hitparade en tot de zestiende positie van de Nederlandse Top 40. Het is over de jaren gegroeid tot een van de meest bekende nummers van Alberts en is het enige lied dat een notering in de Radio 2 Top 2000 heeft gehaald. Sinds de dood van Alberts heeft het nummer een dubbele betekenis voor de familie van de zanger, aangezien hij zijn hoornvlies doneerde.

## Covers
In 2004 heeft Eddy Walsh samen met DJ Maurice het nummer gecoverd en ze kwamen daarmee tot de 74e positie van de Single Top 100. In 2020 werd het door twee verschillende artiesten gecoverd: Danilo Kuiters maakte er een ballade van en Danny Vera kwam met een akoestische versie. Beide versies haalden de hitlijsten niet.

## NPO Radio 2 Top 2000
Zijn het je ogen stond alleen in 1999 in de NPO Radio 2 Top 2000, op plek 1632.